# Didymodon hibernicus
Didymodon hibernicus là một loài rêu trong họ Pottiaceae. Loài này được (Mitt.) Kindb. mô tả khoa học đầu tiên năm 1897.